# Laurent Micouleau
Laurent Micouleau, né le 21 août 1960 à Talence (Gironde), est un journaliste français, dirigeant de radio et de télévision, producteur de programmes, né à Talence (Gironde), en 1960.
Diplômé en journalisme au CELSA, il a également fait des études de droit à Paris II.
En 1982, il a été cofondateur et Directeur de CFM 100 (aujourd'hui Nostalgie Guyane), radio FM commerciale, en Guyane, après avoir travaillé pendant quelques années sur RTL.
Entre 1986 et 1989, il a dirigé les programmes de Kiss Fm (réseau national), et a contribué à la création et au lancement d'Europa Plus à Moscou, sous la direction de George Polinski.
En tant que Directeur adjoint des sports à TF1 (1993/1997), Laurent Micouleau a notamment produit pour la chaîne, la coupe du monde de rugby à XV en 1995 et les JO d'Atlanta en 1996.
Pour Canal France International, il a créé en 1999 la chaîne CFI TV diffusée par satellite sur l'Afrique francophone.
En 2002, il est nommé directeur adjoint de la programmation à France 2, sous la direction de Michèle Cotta, puis de Christopher Baldelli.
Entre 2008 et 2014, il a été directeur général des programmes et des antennes du pôle TV chez Lagardère Active : MCM, Gulli, Canal J, TiJi, June, Mezzo,  relance de Gulli Russie et Tiji Russie, création de La Chaîne du père Noël).

## Divers
Laurent Micouleau est le producteur du documentaire Idrissa réalisé par Malick Sy en 2001, et consacré au cinéaste Idrissa Ouedraogo.
Il est père de trois enfants.